# Жаров Леонід Леонідович
Леонід Леонідович Жаров (30 березня 1961) — радянський і російський хокеїст із м'ячем, а також хокейний тренер.

## Кар'єра
По хокею з м'ячем був вихованцем професійного хокейного клуба «Старт» у місті Горький. У вищій лізі дебютував у сезоні 1980/81 року в кіровській «Батьківщині» (рос. «Родина»).
У 1981—2001 рр. грав у Свердловську у складі армійської команди (СКА-Свердловськ). У 1992/93, 1993/94 та 1996/97 рр. грав за кордоном, у складі Tranås BoIS.
У вищій лізі чемпіонату Росії зіграв 364 матчі, забив 248 голів, у чемпіонатах Швеції — 116 матчів, 197 голів (у вищій лізі — 74 матчі, 83 голи; в першій лізі — 42 матчі, 114 голів).
1992 року виступав за другу збірну Росії, провів 7 матчів, забив 3 голи. Срібний призер міжнародного турніру за призами Уряду Росії 1992 року.

## Нагороди
Срібний призер міжнародного турніру за призами Уряду Росії 1992 року.
Чемпіон світу серед юніорів 1980 року.
Срібний призер розіграшу Кубка Європейських Чемпіонів 1994 року.
Чемпіон Росії 1994 року. Срібний призер 1992 року. Бронзовий призер 1990 року.
Фіналіст розіграшу Кубка Росії 1995 року.

## Тренерська кар'єра
У 2001—2004 рр. — тренер-гравець СКА-Хіммаш.
З 2004 року — тренер СКА-Свердловськ.